# Brennerin
Die Brennerin ist ein 1602 m ü. A. hoher Berg im Höllengebirge. Der Name soll daher kommen, dass die Kalkhochfläche für Weidezwecke abgebrannt wurde.
Südlich des Gipfels befindet sich eine Bergrettungshütte mit offenem Notraum. Vom Attersee aus ist der eher wenig besuchte Gipfel über fünf markierte Wege zu erreichen: von Weißenbach aus über den Schoberstein und die nachfolgende lange Kammüberschreitung, über den Normalweg zum Hochleckenhaus an den Adlerspitzen vorbei, die sehr steilen Anstiege über den Stieg und über die Brennerriese sowie den Attersee-Klettersteig.